# Dpa 통신
dpa 통신(Deutsche Presse-Agentur)은 1949년 설립된 독일의 통신사이다. 함부르크에 기반을 둔 이 기업은 인쇄 미디어, 라디오, 텔레비전, 온라인, 휴대전화, 국립통신사들을 아우르는 수준으로 성장했다. 독일어, 영어, 스페인어, 아랍어로 소식을 들을 수 있다.

## 역사
1949년 8월 18일 설립되었다. 제1대 편집장은 Fritz Sänger이다.